# Атанасе Жоджа
Атанасе Жоджа (рум. Athanase Joja; 3 червня 1904, Бухарест, Румунія — 8 листопада 1972, Бухарест, Румунія) — румунський філософ та дипломат. Президент Румунської академії (1959—1963). Постійний представник Румунії при Організації Об'єднаних Націй (1955—1957)

## Життєпис
Народився 3 червня 1904 року в Бухаресті.
У 1930—1944 рр. — юрист; член адвокатури при Бухарестському суді. У 1935 році став членом Комуністичної партії Румунії.
У 1940—1944 рр. — секретар Антифашистського комітету Румунії.
У 1935 році став членом Комуністичної партії Румунії.
З 1948 року був професором логіки в Бухарестському університеті, завідувачем кафедри логіки та історії логіки. У 1947 році був генеральним секретарем Румунської комісії зв'язку з Комісіями з контролю союзників, генеральним секретарем, а потім директором міністерства закордонних справ (1948—1955), У 1949—1951 рр. — посол Румунії у Варшаві. У 1953—1955 рр. — директор Інституту філософії.
Постійний представник Румунії при Організації Об'єднаних Націй (1955—1957), міністр освіти і культури Румунії (1957—1960), а з 25 січня 1958 і віцепрезидент Ради Міністрів. У 1955—1969 роках — член ЦК Комуністичної партії Румунії, У 1961—1972 рр. — член Державної ради Румунії.
2 липня 1955 року був обраний дійсним членом Румунської академії, потім був її президентом (1959—1963) і віцепрезидентом (1966—1972).
У 1964 році засновник і директор Логічного центру Румунської академії.
У 1964—1966 рр. — президент Румунської національної комісії у справах ЮНЕСКО і віцепрезидент Виконавчої ради ЮНЕСКО. Член Виконавчої ради ЮНЕСКО (обраний 5 червня 1964 р.); віцепрезидент Генеральної конференції ЮНЕСКО.